# Сосновський Дмитро Іванович
Дмитро Іванович Сосновський (1 липня (19 червня) 1886, Александропіль — 20 квітня 1953) — ботанік, систематик та ботанікогеограф. Дійсний член Академії наук Грузинської РСР (з 1950 року). Заслужений діяч науки Грузинської РСР (1941 рік). Автор чисельних робіт з вивчення флори, рослинності та ботанічної географії Кавказу. Відкрив та описав близько 130 нових видів рослин. Знавець сортів та видів винограду. Доктор біологічних наук.

## Життєвий шлях
Після закінчення університету в Одесі (нині Одеський національний університет імені І. І. Мечникова) в 1909 році безперервно працював у Національному ботанічному саду Грузії (з 1941 року — Ботанічний інститут Академії наук Грузинської РСР), одночасно викладав у багатьох ВНЗ Тбілісі.
Здійснив численні експедиції та екскурсії по Кавказу, голово в межах Грузії. Описав рослинний покрив Кавказу і розробив його ботаніко-географічне районування. Здійснив цінні дослідження ряду рослин родини Айстрові. Брав активну участь у створенні восьмитомного видання «Флора Грузії» (1941—1952) і у складанні карти рослинного покриву Південного Кавказу, був організатором неперіодичного видання «Нотатки з систематики та географії рослин Кавказу» (з 1938 по 1953 рік вийшло 17 випусків).
Нагороджений орденом Леніна, орденом «Знак Пошани» та двома медалями.

## Названо ім'ям Сосновського
Як визнання заслуг Д. Сосновского в 1936 році А. Л. Тахтаджян назвав його іменем рід рослин роду Айстрові (Asteraceae) — SosnovskyaTakht. У 2000 році німецькі ботаніки Г. Вагенітц та Ф. Хелльвиг (Frank H. Hellwig) визначили сосновскію как підрід роду Псефеллус (Psephellus) — Сосновскія (Sosnovskya  (Takht.) Wagenitz & F.H.Hellw.) Багато видів кавказьких рослин названі ім'ям Сосновського.

## Наукові праці
- Лагодехское ущелье как предмет охраны // Изв. Кавк. отд. Имп. Рус. геогр. об-ва. — Тифлис : Тип. Козловского, 1911—1912. — Т. XXI. — С. 242—247.
- Охрана памятников природы на Кавказе // Записки Кавк. отд. Имп. Рус. геогр. об-ва. — Тифлис : Тип. Козловского, 1913. — Т. XXYIII, вип. 3.